# Maria Esther Bueno

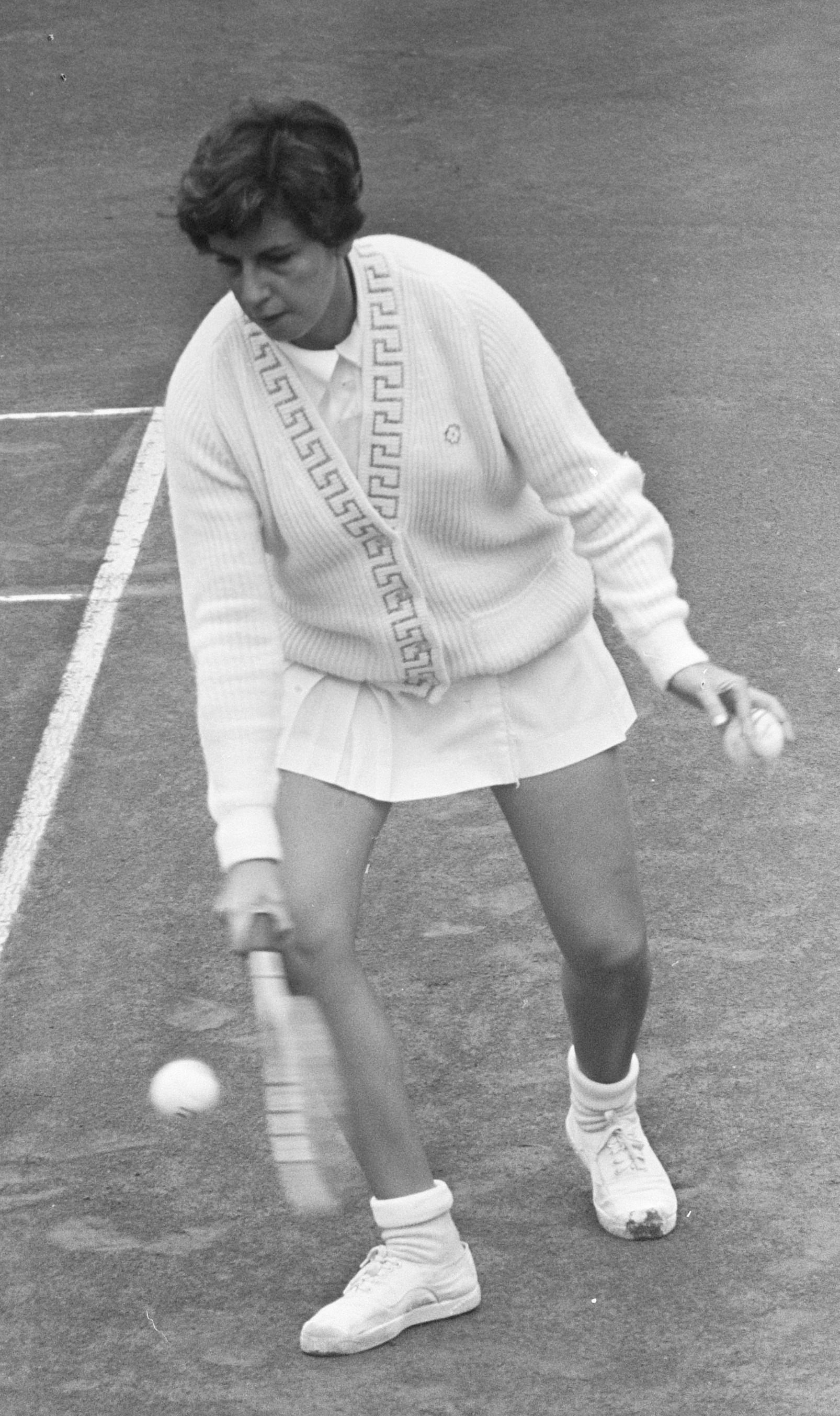
Maria em 1964.

Maria Esther Andion Bueno (São Paulo, 11 de outubro de 1939 — São Paulo, 8 de junho de 2018), conhecida no exterior como Maria Bueno, foi uma tenista brasileira, que atuou nas décadas de 1950, 1960 e 1970, sendo uma das raras tenistas a conquistar títulos em três décadas diferentes. Segundo o jornalista esportivo José Nilton Dalcim: “Maria Esther Bueno é a maior atleta feminina brasileira de todos os tempos. Seus feitos são incríveis e seu reconhecimento internacional, imenso. Sem falar que foi um exemplo de como superar dificuldades para obter sucesso”.
Maior nome do tênis brasileiro (incluindo homens e mulheres), eleita a melhor tenista do século XX da América Latina, e incluída em 2012 na posição 38 entre os 100 Melhores Tenistas da história (incluindo homens e mulheres) pelo canal Tennis Channel, em seus vinte anos de carreira, colecionou 589 títulos internacionais, entre os quais se destacam feitos importantes, como a conquista dos torneios individuais de Forest Hills (atual US Open), em 1959, 1963, 1964 e 1966, e os de duplas de 1960 e 1962 (com Darlene Hard), e 1968 (com Margaret Smith Court). Ao todo, Bueno venceu dezenove torneios do Grand Slam (sete na categoria simples; onze em duplas femininas; um em duplas mistas). Segundo a Federação Internacional de Tênis, foi a n.º 1 do mundo em 1959, na categoria individual feminina. O International Tennis Hall of Fame também a incluiu como a melhor tenista do mundo, em 1964 (depois de perder a final no Torneio de Roland-Garros e ganhar Wimbledon e o U.S. Open) e 1966.
Em 1960, entrou para a história como a primeira mulher a ganhar o chamado Grand Slam de tênis, ou seja, a conquistar os quatro Grand Slams jogando em duplas num mesmo ano (três com Darlene Hard e um com Christine Truman Janes). Seu nome está no Livro dos Recordes: na final do US Open de 1964, contra a americana Carole Caldwell Graebner, Maria Esther venceu a partida em apenas dezenove minutos. Além disso, sua vitória sobre Margaret Court na final individual de Wimbledon, em 1964, é considerado por muitos um dos dez jogos mais emocionantes da história do tênis.
Ganhou a alcunha de A Bailarina do Tênis por conta da elegância do estilo de jogo. Uma outra marca registrada era a sua potência no saque. Uma de suas grandes tristezas foi não ter podido representar o Brasil nos Jogos Olímpicos, já que o tênis deixou de ser esporte olímpico na década de 1930 e voltou apenas em 1996.
Maria Bueno foi por 65 anos a única mulher nascida no Brasil a ter conquistado títulos em torneios Grand Slam de tênis, até que em 2023, jogando ao lado do também brasileiro Rafael Matos, a também paulistana Luisa Stefani venceu o título de duplas mistas no Australian Open.

## Carreira

### Início
Descendente matrilinear de espanhóis, Maria Esther Bueno começou no esporte aos seis anos, no Clube de Regatas Tietê, do qual era vizinha. Seu pai queria que ela estudasse balé. Antes de iniciar sua carreira no tênis, chegou a disputar com sucesso algumas provas de natação nos 50 metros livre, mas sua paixão sempre foi o tênis.
Aos onze anos, disputou o primeiro campeonato no tênis. Aos catorze anos ganhou o Brasileiro Infantil e, dois meses depois, o Brasileiro de Adultos.
Em 1955, conquista a medalha de bronze de duplas nos Jogos Pan-americanos do México.

### 1956 a 1958 - Primeiras conquistas internacionais
Em 1956 e 1957, sagra-se bicampeã do tradicional torneio juvenil Orange Bowl, na Flórida. Em 1957, conquista seu primeiro título internacional adulto: o torneio de Fort Lauderdale. Ainda em 1957, é vice em Coral Gables e vence seis torneios de duplas.
Em 1958, ao lado de Althea Gibson, conquista o torneio de duplas de Wimbledon, pouco depois de ganhar o Nacional da Itália. Fatura mais dois torneios na Alemanha e oito nos EUA, além de catorze troféus de duplas.

### 1959 - Liderança do Ranking Mundial
O primeiro título de simples de Maria Esther Bueno em um torneio de Grand Slam, veio quando tinha apenas dezenove anos de idade, no dia 4 de julho de 1959, na "grama sagrada" de Wimbledon. Ao vencer Darlene Hard, por 6/3 e 6/4, ela pôs fim a 21 anos de domínio norte-americano em Wimbledon. No dia seguinte à sua conquista, o jornal Estado de São Paulo publicou: “A vitória de Estherzinha é festejada em todo o Brasil como um feito que supera o dos craques do futebol que se tornaram campeões mundiais há exatamente um ano, na Suécia.” Um ano antes ela já havia conquistado este mesmo torneio, mas em duplas.
Sobre a conquista individual de Wimbledon, recebeu como prêmio um voucher de apenas 15 libras. “O prêmio de Wimbledon foram 15 libras em voucher, que você trocava por meia, munhequeira, porque era totalmente amador. Então não podia ter prêmio em dinheiro", contou.
Ainda em 1959, ela conquista o U.S. Championships (atual US Open), após derrotar Christine Truman na final por 2 sets diretos (6/1 e 6/4). Neste mesmo torneio, foi vice em duplas nos EUA, ao lado de Sally Moore [en]. Por conta desses resultados, foi declarada como número 1 do mundo pela Federação Internacional.

### 1960 a 1962 - Grand Slam de tênis
Em 1960, Maria Esther alcança o bicampeonato do torneio simples em Wimbledon, com 8/6 e 6/0 sobre Sandra Reynolds, e é vice nos EUA, perdendo para Hard por 4/6, 12/10 e 4/6. Após a conquista em Wimbledon, a jogadora estampou a capa de uma edição de janeiro de 1961 da revista "Cruzeiro", ao lado de Pelé, Éder Jofre e o bicampeão de pesca submarina Bruno Hermanny. A matéria fazia uma projeção da carreira dos quatro atletas e comentava as conquistas do ano anterior.
No tradicional torneio da Austrália (atual Australian Open) Maria Esther chegou como cabeça de chave número 1. Naquele ano, o torneio acontecia na cidade de Brisbane, e ainda se jogava na grama, especialidade da brasileira. Ela disputou as três modalidades do torneio: simples, dupla feminina e dupla mista. Na disputa de simples, após vitórias contra as australianas Val Craig (6/2 e 6/2) e Dawn Robberds [en] (6/1 e 6/0), Maria Esther caiu nas quartas de final para Margaret Smith, lendária tenista da casa, maior vencedora da história do Aberto da Austrália, com onze títulos. A derrota foi por 2 sets a 1, parciais de 5/7, 6/3 e 4/6. Nas duplas mistas, ao lado do australiano Bob Howe, a eliminação veio nas semifinais, por 2 a 0, diante do sul-africano Trevor Fancutt [en] e da australiana Jan Lehane [en]. Mas foi nas duplas femininas que veio a maior consagração no Grand Slam. Na primeira rodada, a dupla formada por Maria Esther com a britânica Christine Truman, venceu por 2 a 0 as australianas Val Craig e Lorraine Saywell, parciais de 6/2 e 6/1. Nas quartas, passaram pelas também donas da casa Betty Holstein [en] e Sandra Shipton (6/3 e 6/4). Na luta pela vaga na decisão, triunfo diante das australianas Mary Hawton e Fay Muller [en], com 6/4 e 11/9. Na final, novo encontro com Margaret Smith, que jogava com a compatriota Lorraine Robinson [en]. O título veio com parciais de 6/2, 5/7 e 6/2.
Além desses títulos, ela faturou mais três torneios na Europa, mais um na Austrália e dois na América do Sul. Em duplas, ganha os quatro eventos de Grand Slam e outros onze troféus, sendo a primeira mulher a conquistar o Grand Slam de tênis em duplas. Novamente é indicada número 1 do ranking feminino.

#### Hepatite
Em 1961, contraiu hepatite, o que a fez encurtar suas atividades no ano. Ainda assim, chega ao segundo título na Itália, outros cinco de simples e três de duplas, além de ser vice de duplas em Roland Garros.
Em 1962, recupera-se completamente da hepatite (depois de oito meses), e volta a jogar com mais regularidade. Levanta quatro troféus de simples, é vice na Itália e ganha duplas nos EUA.

### 1963 - Dezessete troféus de duplas e Medalha de Ouro nos Jogos Pan Americanos
Neste ano, ela conquista o bi nos EUA, com 7/5 e 6/4 sobre Margaret Smith. Chega a outras onze finais, com quatro títulos. É campeã de duplas em Wimbledon, com o recorde de dezessete troféus de duplas na temporada.
Nos Jogos Pan-Americanos de São Paulo, era favorita a conquistar três ouros. Mas, nas vésperas do torneio, foi mordida por um cachorro e teve um de seus dedos da mão direita rasgados. Jogando com proteção no local, ficou com o ouro no individual, e levou a prata nas duplas (feminina e mista). O cachorro havia sido um presente de seu irmão.

### 1964 -Guinness Booke novamente líder doRankingMundial
Volta a ocupar o número 1 do ranking, com o tri em Wimbledon - 6/4, 7/9 e 6/3 sobre Court - e do Nacional dos EUA (6/1 e 6/0 em cima de Carole Caldwell Graebner), além do vice em Roland Garros. Ganha outros oito títulos e cinco vices individuais e oito duplas. A vitória sobre Margaret Court, em Wimbledon, é considerado por muitos um dos dez jogos mais emocionantes da história do tênis.
A vitória sobre Graebner na final do US Open, fez com que Maria Esther Bueno entrasse para o Guinness Book, já que ela venceu a partida em apenas dezenove minutos.

### 1965 - Contusões começam a atrapalhar seu desempenho
Em 1965, o joelho esquerdo de Maria Esther Bueno já incomodava. Passou por uma cirurgia e precisou de quatro meses de recuperação.
Mesmo com a lesão, conquistou o tricampeonato na Itália e o vice em Wimbledon e na Austrália. Ganha duplas em Wimbledon ao lado de Billie Jean King.

### 1966 a 1969 - Primeira aposentadoria
Em 1966, conquista o tetracampeonato nos EUA, ao vencer Nancy Richey por 2x0 (6/3 e 6/1). Foi vice Wimbledon, perdendo a final para Billie Jean King. Ao lado de Nancy Richey, fatura duplas em Wimbledon e EUA. Termina a temporada com mais quatro títulos de simples e dois de duplas.
No ano seguinte, sua carreira praticamente terminou, por conta de uma contusão no braço direito. Numa época em que não havia o tie-brake, ela jogou por mais de dez horas seguidas em partidas de duplas e duplas mistas de Wimbledon, que lhe provocou uma epicondilite, inflamação no tendão do cotovelo, conhecida como cotovelo de tenista. A brasileira continuou jogando até que, em 1968, ouviu de médicos que o estrago era grande demais e ela não voltaria a jogar.
Mesmo assim, em 1967 foi vice de duplas e duplas mistas em Wimbledon. Termina a temporada com apenas duas conquistas e um vice de simples.
Em 1968, fatura seu último título de Grand Slam, jogando ao lado de Margaret Smith, na chave de duplas do já US Open. Em simples, ganha dois torneios em quatro finais.
Em 1969, as paradas são cada vez mais constantes e longas. Chega a apenas uma final, em Caracas.

### Década de 1970 - Retorno e aposentadoria definitiva
Ela voltaria a jogar na década de 1970 após várias cirurgias, mas sem o sucesso de antes. Mesmo longe de seu auge, conquistou o Aberto do Japão de 1974, seu último título internacional. Segundo a própria tenista, esta conquista foi sua maior superação, após passar sete anos sem mexer direito o braço, quando tudo o que ela pegava caía no chão.
Em 1976, aos 36 anos, disputa Roland Garros e em seguida Wimbledon, nove anos depois de sua última final, e ainda chega às quartas, seu pior resultado no torneio britânico até então.
1977 foi sua última temporada: chegou à final em Dublin, caiu na terceira rodada de Wimbledon e na segunda do US Open. Em outubro, durante torneio em São Paulo, é eliminada na segunda partida e anuncia seu abandono definitivo das quadras, aos 38 anos.

### Acontecimentos pós-aposentadoria
No ano seguinte à sua aposentadoria, foi homenageada com a inclusão de seu nome na galeria do exclusivíssimo International Tennis Hall of Fame, numa cerimônia realizada no Hotel Waldorf-Astoria, de Nova York. Foi a primeira mulher sul-americana a figurar neste Hall da Fama, honraria conquistada por apenas duas tenistas: Esther Bueno e a argentina Gabriela Sabatini.
Ainda em 1978, ganhou uma estátua de cera no museu londrino Madame Tussauds, considerado uma grande honraria para os ingleses.
No Aberto dos Estados Unidos de 2006, Bueno foi convidada para a cerimônia de renomeação do USTA National Tennis Center para USTA Billie Jean King National Tennis Center, que aconteceu no primeiro dia do evento. Bueno e King eram rivais em simples e, ocasionalmente, parceiras em duplas. De acordo com Bueno, os únicos jogadores convidados foram aqueles que venceram o evento "mais de duas vezes" (ela o venceu por quatro). No mesmo ano, estreou como comentarista no canal SporTV. Ela comentou durante as semifinais femininas de simples e a final masculina de simples. Também deu opiniões durante a transmissão ao vivo da introdução de Martina Navratilova e Don Budge na "Court of Champions", opinando ainda em mesas-redondas nos últimos três dias do evento. Continuou em atividade como comentarista de partidas de tênis, para o canal e, em 2013, comentou o US Open de Tênis de Flushing Meadows.

### Participação nos Jogos Pan-Americanos
A primeira participação de Maria Esther Bueno nos Jogos Pan Americanos foi em 1955, na cidade do México, com apenas quinze anos. Ela conquistou uma medalha de bronze nas duplas femininas, jogando ao lado de  Ingrid Charlotte Metzner
Nos Jogos Pan-Americanos de São Paulo, em 1963, era favorita a conquistar três ouros. Mas, nas vésperas do torneio, foi mordida por um cachorro e teve um de seus dedos da mão direita rasgados. Foi preciso fazer vários pontos e visitas diárias ao hospital durante o torneio para que ela pudesse jogar (mesmo assim, com muita dificuldade para segurar a raquete) a semana toda. Jogando com proteção no local, ficou com o ouro no individual, e levou a prata nas duplas (feminina, ao lado de  Maureen Schwartz, e mista, ao lado de Thomaz Koch).
Segundo a própria, "os jogos foram todos relativamente fáceis e na final venci uma ex-campeã de Roland Garros, uma das melhores jogadoras mexicanas e grande especialista em quadras de saibro, Yolanda Ramirez, por 6/3 e 6/3. Foi muito importante ter tido a oportunidade de jogar e ganhar em São Paulo, minha cidade, um torneio de prestígio como o Pan-Americano. Todos os meus maiores resultados tinham sido fora do Brasil, onde são jogados os principais e mais importante torneios do mundo. Foi uma boa chance de o público poder acompanhar mais de perto minhas performances".

## Morte
Maria Esther Bueno morreu no dia 8 de junho de 2018, aos 78 anos. Estava internada, desde maio, no Hospital 9 de Julho, em São Paulo, para tratar um câncer labial, que se espalhou no organismo, que havia sido diagnosticado em 2017.
Durante sua recuperação com radioterapia, voltou a sentir dores e novos exames apontaram que um novo câncer havia se espalhado. O corpo da tenista foi velado no Salão Nobre do Palácio do Governo de São Paulo e sepultado no Cemitério da Consolação, na cidade de São Paulo.

## Estilo e características de jogo
Treinando com homens (já que quase nenhuma mulher praticava tênis no país,) Maria Esther Bueno deu um aspecto diferente à técnica do jogo no feminino, apresentando mais peso e rotação à bola. A forma como 'deslizava' pelas quadras, inclusive na grama, e sua suavidade nas quadras chamavam a atenção e lhe rendeu o apelido de "Bailarina do Tênis". "Sua movimentação era simplesmente etérea. Ela não andava, planava na quadra", relata Roberto Marcher em seu livro O Tênis no Brasil.
Na Tennis Encyclopedia, o jornalista Bud Collins escreveu: “voleando lindamente, jogando com ousadia de tirar o fôlego, a ágil brasileira se tornou a primeira sul-americana a ser campeã de Wimbledon em simples”. Já Gwen Robyns, no livro In Wimbledon: The Hidden Dream relata: “ela parecia um gato siamês exótico quando se movia pela quadra. Maria era sinuosa, sensual e feminina. Eles a chamavam de Rainha de Wimbledon”.
Além de revolucionar o modo de jogar do tênis feminino, Maria Esther Bueno também ditou moda. Ela ousou e mexeu na tradição do visual mais do que qualquer outra tenista anterior. Uma de suas grandes parcerias neste ponto foi com o estilista britânico Ted Tinling, que causou alvoroço com a introdução do 'short' por baixo de saias acima do joelho. Com Ted, levou para as quadras cortes modernos, distantes das saias longas e pregueadas, padrão para o esporte à época.

## Homenagens

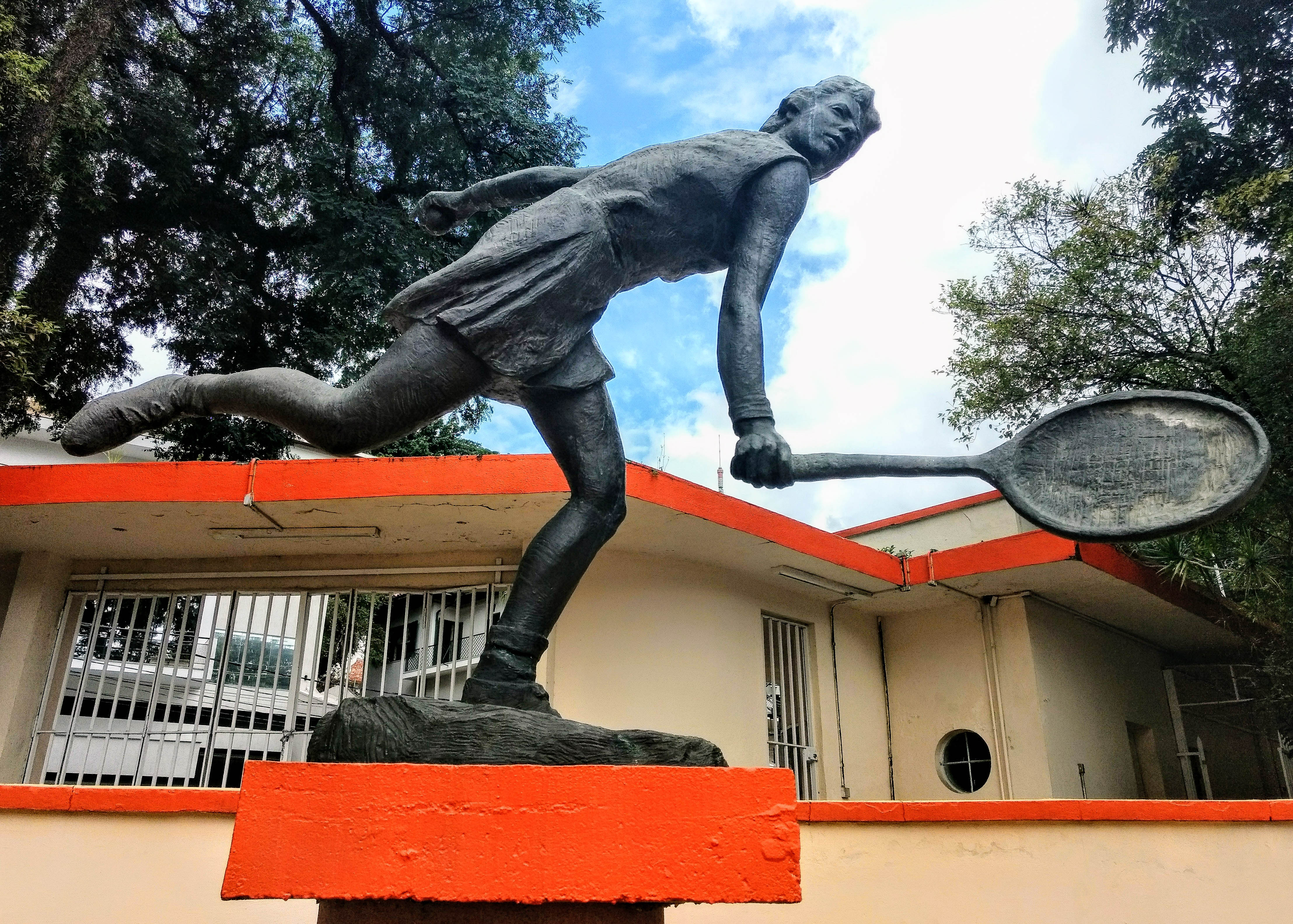
Maria Esther Bueno (1960), do escultor Arlindo Castellane de Carli, instalada no Pacaembu.

- Homenageada pela Empresa Brasileira de Correios e Telégrafos com um selo especial, em 1959, em comemoração à conquista do torneio de simples de Wimbledon.[23]
- Ganhou o prêmio, "Atleta feminina do Ano" em 1959 da Associated Press. Até hoje, o único brasileiro a ganhar o prêmio.
- Em 1960, ganhou uma estátua em bronze que, a princípio adornava o Estádio do Pacaembu, em São Paulo. A peça, ficava na Praça Charles Miller, diante do estádio, e foi transferida para um local próximo às quadras de tênis na década de 1990.
- Incluída no International Tennis Hall of Fame em 1978, a primeira e única brasileira a receber esta honraria.[5]
- Em 1993, foi incluída no Tennis International Women's Sports Hall of Fame, de Nova York.[24]
- Em 1998, ganhou uma nova escultura, esta assinada pelo artista plástico Gustavo Rosa, na praça Califórnia, da cidade de São Paulo, diante da Sociedade Harmonia de Tênis.
- Agraciada, em 2003, com o troféu Jean Borotra Sportsmanship Award, em reconhecimento à excelente conduta e serviços prestados ao esporte, com deferências de todos os International Clubs mundiais.[25]
- Em 25 de outubro de 2010, foi agraciada com a grã-cruz da Ordem do Ipiranga pelo Governo do Estado de São Paulo.[26]
- Em 2012, foi eleita um dos 100 Melhores Tenistas da história (incluindo homens e mulheres) pelo canal Tennis Channel, figurando na 38.ª posição.[4]
- A quadra central do Centro de Tênis Olímpico na cidade do Rio de Janeiro, construída para a Rio 2016, foi batizada com seu nome.[27]
- Eleita a melhor tenista do século XX da América Latina por jornalistas do mundo todo.[3]
- Em outubro de 2024, na Sociedade Harmonia de Tênis, clube que Maria Esther Bueno frequentou na fase adulta, finalmente foi lançada a sua biografia. Não foi escrita por um jornalista inglês, como ela costumava anunciar em vida, mas pelo premiado jornalista e escritor brasileiro Odir Cunha, autor também de biografias de Oscar Schmidt, Pelé e Zito. Com o título "Maria, a vitória da arte", o livro tem 400 páginas e 46 fotos e foi produzido pela Editora Verbo Livre (https://tenisbrasil.uol.com.br/biografia-de-maria-esther-bueno-e-lancada-nesta-quarta-em-sp.html)

## Feitos e conquistas
- Tenista Sul-americana com maior número de conquistas.
- Primeira tenista não norte-americana a conquistar os torneios de Wimbledon e US Open no mesmo ano.
- Alcançou ao menos as quartas de final de todos os 26 primeiros torneios de Grand Slam que disputou. Esse recorde foi quebrado em 1967, no torneio de Wimbledon, quando abandonou a partida que disputava na quarta fase do torneio, por conta de uma lesão no braço.
- Primeira mulher a conquistar o chamado Calendar Grand Slam (ou seja, a conquistar os quatro torneios de Grand Slam no mesmo ano).
- Segundo os jornalistas Lance Tingay (do Daily Telegraph e Daily Mail) e Bud Collins, Bueno foi top-10 do ranking de 1958 a 1960 e de 1962 a 1968, sendo que em 1959 e 1960 terminou o ano como a número um do mundo.[28] O International Tennis Hall of Fame ainda a listou como a número um do mundo por algumas semanas de 1964 e por algumas semanas de 1966.
- Declarada campeã mundial em 1959, 1960, 1964 e 1966.
- Incluída no Guinnes Book, por conta da final do US Open de 1964, contra a americana Carole Caldwell Graebner, quando ela venceu a partida em dezenove minutos.[6]
- Em 2006, foi agraciada com o prêmio "Raccheta D’Oro", em Roma.[29][30]

### Recordes pessoais
- Total de títulos: 589
- Títulos profissionais: 62, sendo sete do Grand Slam em simples, dez em duplas e um em duplas mistas. Grand Slam em simples, ganhou em Wimbledon (1959, 1960, 1964) e no Aberto dos Estados Unidos (1959, 1963, 1964 e 1966). Em duplas: Wimbledon (1958, 1960, 1963 e 1965), Aberto dos Estados Unidos (1960, 1962, 1966 e 1968); Aberto da Austrália (1960); Roland Garros (1960). Em duplas mistas: Roland Garros (1960).
- Primeiro título de Grand Slam: em Wimbledon, em 1959, aos dezenove anos.
- Último título internacional: Aberto do Japão (1974).
- Desempenho em Wimbledon - cinquenta vitórias e nove derrotas
- Desempenho no Australian Open - seis vitórias e duas derrotas
- Desempenho no Aberto da França - 33 vitórias e dez derrotas
- Desempenho no Aberto dos EUA - 48 vitórias e sete derrotas.

### Finais de Grand Slam (28)

#### Simples: 12 (7 títulos, 5 vice-campeonatos)
| Resultado | Ano  | Campeonato      | Superfície | Oponente                 | Placar                    |
| --------- | ---- | --------------- | ---------- | ------------------------ | ------------------------- |
| Campeã    | 1959 | Wimbledon       | Grama      | Darlene Hard             | 6-4, 6-3                  |
| Campeã    | 1959 | US Open         | Grama      | Christine Truman Janes   | 6-1, 6-4                  |
| Campeã    | 1960 | Wimbledon (2)   | Grama      | Sandra Reynolds Price    | 8-6, 6-0                  |
| Vice      | 1960 | US Open         | Grama      | Darlene Hard             | 6-4, 10-12, 6-4           |
| Campeã    | 1963 | US Open (2)     | Grama      | Margaret Court           | 7-5, 6-4                  |
| Vice      | 1964 | Roland Garros   | Saibro     | Margaret Court           | 5-7, 6-1, 6-2             |
| Campeã    | 1964 | Wimbledon (3)   | Grama      | Margaret Court           | 6-4, 7-9, 6-3             |
| Campeã    | 1964 | US Open (3)     | Grama      | Carole Caldwell Graebner | 6-1, 6-0                  |
| Vice      | 1965 | Australian Open | Grama      | Margaret Court           | 5-7, 6-4, 5-2, retirou-se |
| Vice      | 1965 | Wimbledon       | Grama      | Margaret Court           | 6-4, 7-5                  |
| Vice      | 1966 | Wimbledon (2)   | Grama      | Billie Jean King         | 6-3, 3-6, 6-1             |
| Campeã    | 1966 | US Open (4)     | Grama      | Nancy Richey             | 6-3, 6-1                  |

#### Duplas: 16 (11 títulos, 5 vice-campeonatos)
| Resultado | Ano  | Campeonato      | Superfície | Parceira               | Oponente                                       | Placar         |
| --------- | ---- | --------------- | ---------- | ---------------------- | ---------------------------------------------- | -------------- |
| Campeã    | 1958 | Wimbledon       | Grama      | Althea Gibson          | Margaret Osborne duPont Margaret Varner Bloss  | 6-3, 7-5       |
| Vice      | 1958 | US Open         | Grama      | Althea Gibson          | Jeanne Arth Darlene Hard                       | 2-6, 6-3, 6-4  |
| Vice      | 1959 | US Open (2)     | Grama      | Sally Moore            | Jeanne Arth Darlene Hard                       | 6-2, 6-3       |
| Campeã    | 1960 | Australian Open | Grama      | Christine Truman Janes | Lorraine Coghlan Robinson Margaret Court       | 6-2, 5-7, 6-2  |
| Campeã    | 1960 | Roland Garros   | Saibro     | Darlene Hard           | Ann Haydon-Jones Patricia Ward Hales           | 6-2, 7-5       |
| Campeã    | 1960 | Wimbledon (2)   | Grama      | Darlene Hard           | Sandra Reynolds Price Renee Schuurman Haygarth | 6-4, 6-0       |
| Campeã    | 1960 | US Open         | Grama      | Darlene Hard           | Ann Haydon-Jones Deidre Catt                   | 6-1, 6-1       |
| Vice      | 1961 | Roland Garros   | Saibro     | Darlene Hard           | Sandra Reynolds Price Renee Schuurman Haygarth | w/o            |
| Campeã    | 1962 | US Open (2)     | Grama      | Darlene Hard           | Billie Jean King Karen Hantze Susman           | 4-6, 6-3, 6-2  |
| Campeã    | 1963 | Wimbledon (3)   | Grama      | Darlene Hard           | Margaret Court Robyn Ebbern                    | 8-6, 9-7       |
| Vice      | 1963 | US Open (3)     | Grama      | Darlene Hard           | Margaret Court Robyn Ebbern                    | 4-6, 10-8, 6-3 |
| Campeã    | 1965 | Wimbledon (4)   | Grama      | Billie Jean King       | Françoise Dürr Jeanine Lieffrig                | 6-2, 7-5       |
| Campeã    | 1966 | Wimbledon (5)   | Grama      | Nancy Richey           | Margaret Court Judy Tegart Dalton              | 6-3, 4-6, 6-4  |
| Vice      | 1967 | Wimbledon       | Grama      | Nancy Richey           | Rosemary Casals Billie Jean King               | 9-11, 6-4, 6-2 |
| Campeã    | 1966 | US Open (3)     | Grama      | Nancy Richey           | Billie Jean King Rosemary Casals               | 6-3, 6-4       |
| Campeã    | 1968 | US Open (4)     | Grama      | Margaret Court         | Billie Jean King Rosmary Casals                | 4-6, 9-7, 8-6  |

#### Duplas Mistas: 7 (1 vitória, 6 vices-campeonatos)
| Resultado | Ano  | Campeonato             | Superfície | Parceiro        | Oponente                             | Placar          |
| --------- | ---- | ---------------------- | ---------- | --------------- | ------------------------------------ | --------------- |
| Vice      | 1958 | U.S. Championships     | Grama      | Alex Olmedo     | Margaret Osborne duPont Neale Fraser | 3–6, 6–3, 7–9   |
| Vice      | 1959 | Wimbledon              | Grama      | Neale Fraser    | Darlene Hard Rod Laver               | 4–6, 3–6        |
| Campeã    | 1960 | French Championships   | Saibro     | Bob Howe        | Ann Haydon-Jones Roy Emerson         | 1–6, 6–1, 6–2   |
| Vice      | 1960 | Wimbledon (2)          | Grama      | Bob Howe        | Darlene Hard Rod Laver               | 11–13, 6–3, 6–8 |
| Vice      | 1960 | U.S. Championships (2) | Grama      | Antonio Palafox | Margaret Osborne duPont Neale Fraser | 3–6, 2–6        |
| Vice      | 1965 | French Championships   | Saibro     | John Newcombe   | Margaret Smith Ken Fletcher          | 4–6, 4–6        |
| Vice      | 1967 | Wimbledon (3)          | Grama      | Ken Fletcher    | Billie Jean King Owen Davidson       | 6–3, 2–6, 13–15 |

## Linha do tempo em Grand Slam (Torneios de Simples)
| Tournament               | 1958 | 1959 | 1960 | 1961 | 1962 | 1963 | 1964 | 1965 | 1966 | 1967 | 1968 | 1969-1975 | 1976 | 1977 |
| ------------------------ | ---- | ---- | ---- | ---- | ---- | ---- | ---- | ---- | ---- | ---- | ---- | --------- | ---- | ---- |
| Australian Championships | -    | -    | QF   | -    | -    | -    | -    | F    | -    | -    | -    | -         | -    | -    |
| Roland Garros            | SF   | QF   | SF   | QF   | -    | -    | F    | SF   | SF   | QF   | QF   | -         | 1R   | -    |
| Wimbledon                | QF   | V    | V    | -    | SF   | QF   | V    | F    | F    | 4R   | QF   | -         | 4R   | 3R   |
| U.S. Championships       | QF   | V    | F    | -    | SF   | V    | V    | SF   | V    | 2R   | SF   | -         | 3R   | 2R   |

## Jogos Pan-Americanos
Fonte: tennisabstract.com

### Simples: 1 medalha (1 ouro)
| Posição | Ano  | Local     | Oponente        | Placar   |
| Ouro    | 1963 | São Paulo | Yolanda Ramírez | 6–3, 6–3 |

### Duplas: 2 medalhas (1 prata e 1 bronze)
| Posição | Ano  | Local            | Parceira         | Oponentes                    | Placar   |
| Bronze  | 1955 | Cidade do México | Ingrid Metzner   | Jean Clark Dennis Bradshaw   | 6–4, 6–2 |
| Prata   | 1963 | São Paulo        | Maureen Schwartz | Carole Caldwell Darlene Hard | 1–6, 5–7 |

### Duplas Mistas: 1 medalha (1 prata)
| Posição | Ano  | Local     | Parceiro    | Oponentes                           | Placar   |
| Prata   | 1963 | São Paulo | Thomaz Koch | Francisco Contreras Yolanda Ramírez | 3–6, 2–6 |